# 恆春 (大字)
恆春，是臺灣屏東縣恆春鎮的一個傳統地域名稱，也是全鎮行政中心所在地，位於該鎮中部。相較於今日行政區，其範圍大致包括城南里西北大半部、城北里東南大半部、城西里東南部、山腳里恆春城內部分。

## 歷史
台灣日治初期，恆春地區為一街庄，稱為「恆春街」，隸屬於宣化里。該街北與網紗庄為鄰，東、南、西三面被山腳庄圍住。
1901年（日治明治三十四年）11月，全台設置二十廳，該街隸屬於恆春廳。1909年（明治四十二年）10月，合併二十廳為十二廳，該街改隸屬於阿緱廳。1920年（大正九年），廢十二廳改設五州二廳，該街改制為「恆春」大字，隸屬於高雄州恆春郡恆春街。
戰後恆春街改制為恆春鎮，隸屬於高雄縣，大字亦改制為里。1950年高、屏分治，恆春鎮改隸屬於屏東縣。

## 聚落
本地區發展較早的聚落為恆春城內聚落，在日治期初期的官方地圖上已有記載。

## 交通
- 縣道200號

## 學校
- 恆春國中
- 恆春國小

## 景點
- 猴洞山